# Вет (притока Исе)
Вет (рус. Веть) река је на западу европског дела Руске Федерације. Протиче преко југозападних делова Псковске области, односно преко територија Опочког и Себешког рејона. Десна је притока реке Исе (притоке Великаје) у коју се улива са десне стране на 98. километру њеног тока узводно од ушћа, те део басена реке Нарве, односно Финског залива Балтичког мора.
Укупна дужина водотока је 57 km, док је површина сливног подручја 426 km². Њена најважнија притока је истоимена река Вет (Змејка).